# إدراك ضمني
الإدراك الضمني (أو المضمن) يشير إلى المؤثرات اللاواعية التي تؤثر في سلوك الأفراد, كالمعرفة والإدراك الحسي والذاكرة, على الرغم من أنهم ليسو على إدراك واعٍ بهذه المؤثرات.

## نظرة عامة
الإدراك الضمني هو كل ما يتعلمه الشخص ويفعله بشكل لا واعٍ أو بدون إدراك أنه يقوم بفعله. من الأمثلة على ذلك تعلم قيادة الدراجة: في البداية يكون الأشخاص على وعي بأنهم يتعلمون القيادة، لكن عندما يتوقفون عن القيادة لسنوات ثم يقودون مرة أخرى فإنهم لا يحتاجون لتعلم مهارات القيادة مرة أخرى، لأن المعرفة الضمنية لمهارة القيادة تساعدهم على القيادة مجدداً كما لو أنهم لم يتوقفوا عن القيادة يوماً. بمعنى آخر: هم ليسو بحاجة للتفكير بالحركات والأفعال التي يجب فعلها لسياقة الدراجة، بل يفعلها عقلهم بشكل لا واع. والذاكرة الضمنية لا تعنى فقط بالمهارات الحركية، بل أيضاً بشؤون حياتية أخرى كالإدراك الاجتماعي ومهارات حل المشكلات.